# Stadio Flamurtari
Lo stadio Flamurtari (in albanese Stadiumi Flamurtari) è un impianto sportivo di Valona, in Albania. Ospita le partite interne del KS Flamurtari e ha una capienza di 8 500 spettatori.

## Storia
Fu costruito nel 1961 e ampliato nel 1975, anno in cui la capienza fu portata 11 000 spettatori. Tra il 2004 ed il 2012 il Flamurtari, grazie al sostegno finanziario della federcalcio albanese, ha potuto realizzare importanti lavori di restauro dello stadio, come l'impianto in tutti i settori dei seggiolini.